# Tianducheng

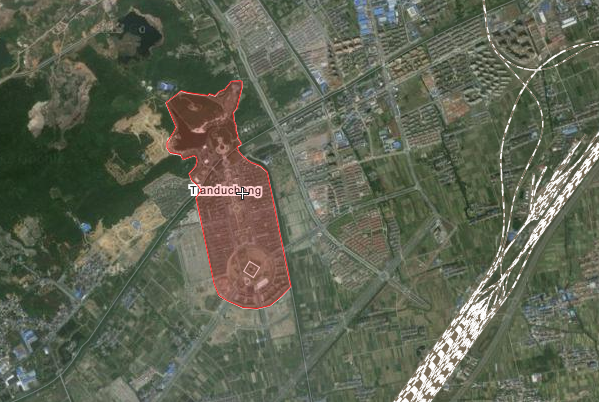
Satelitarne zdjęcie Tianducheng

Tianducheng (chiń. 天都城) – osiedle położone w mieście Hangzhou w prowincji Zhejiang w Chinach, nazywane również „Paryżem Wschodu”.

## Opis
Wznoszenie budynków na obszarze Tianducheng rozpoczęło się w 2007 roku. W centrum osiedla powstała wysoka na 108 metrów replika Wieży Eiffla (jest to druga pod względem wielkości replika tej wieży na świecie), w Tianducheng znajdują się również konstrukcje przypominające te z Paryża. Osiedle od momentu otwarcia nazywane było „miastem-widmo” ze względu na małą liczbę mieszkańców. Budowana stacja trzeciej linii metra Hangzhou będzie obsługiwać osiedle, jej otwarcie planowane jest na 2021 rok.

## Galeria

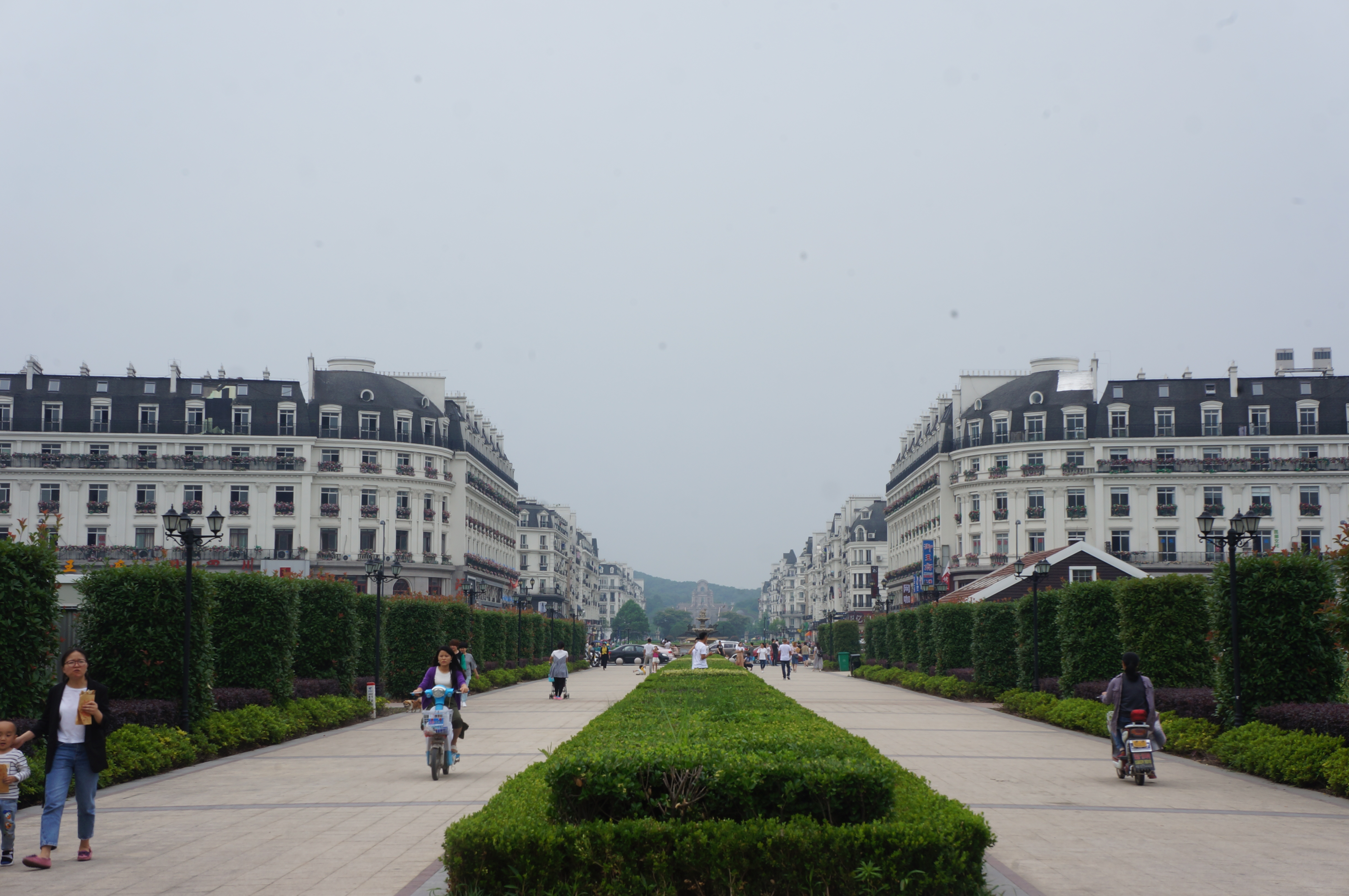
„Champs-Élysées”. Formalna nazwa „Droga Xiangxie”
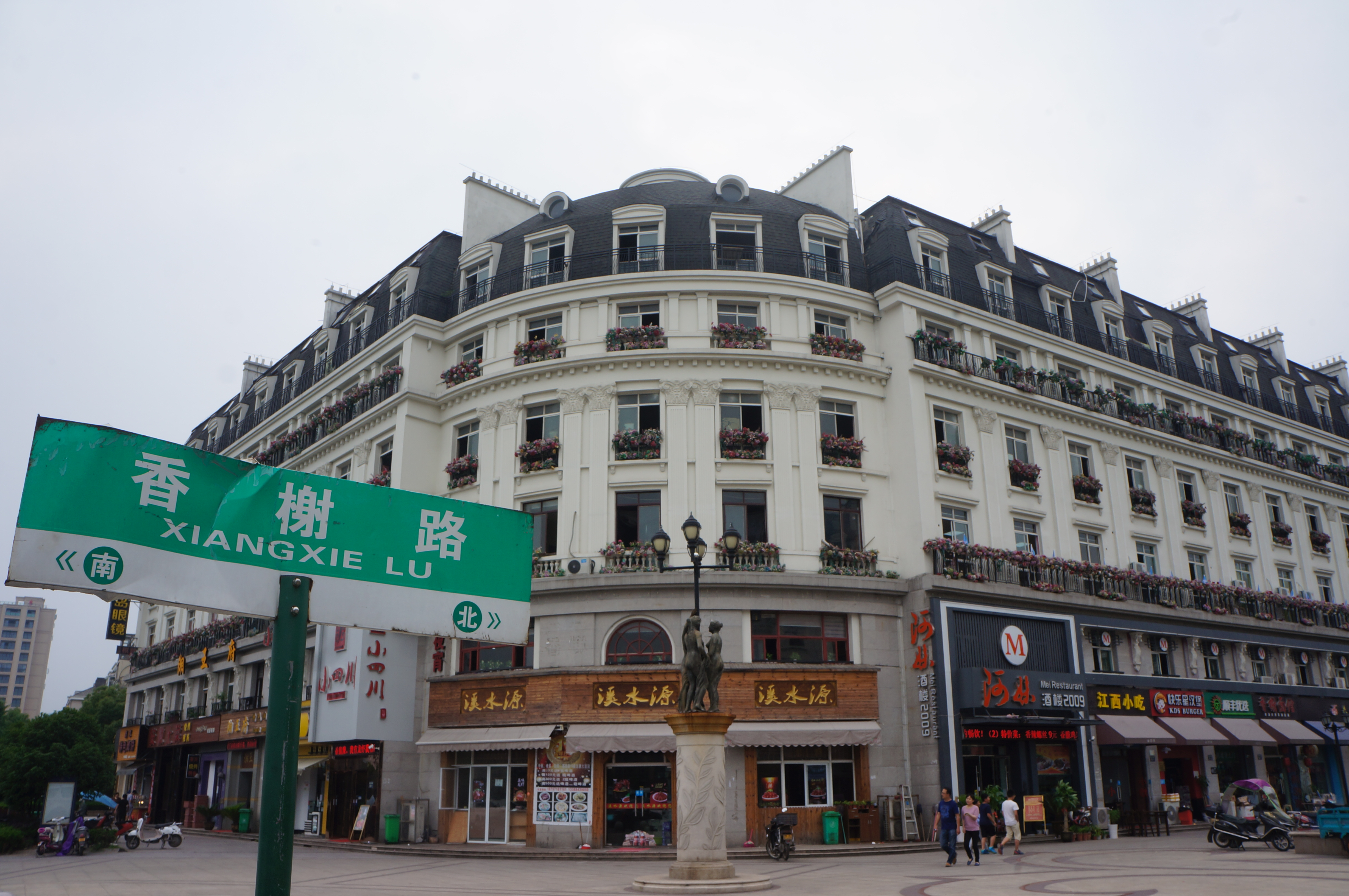
Kamienica stylizowana na paryską
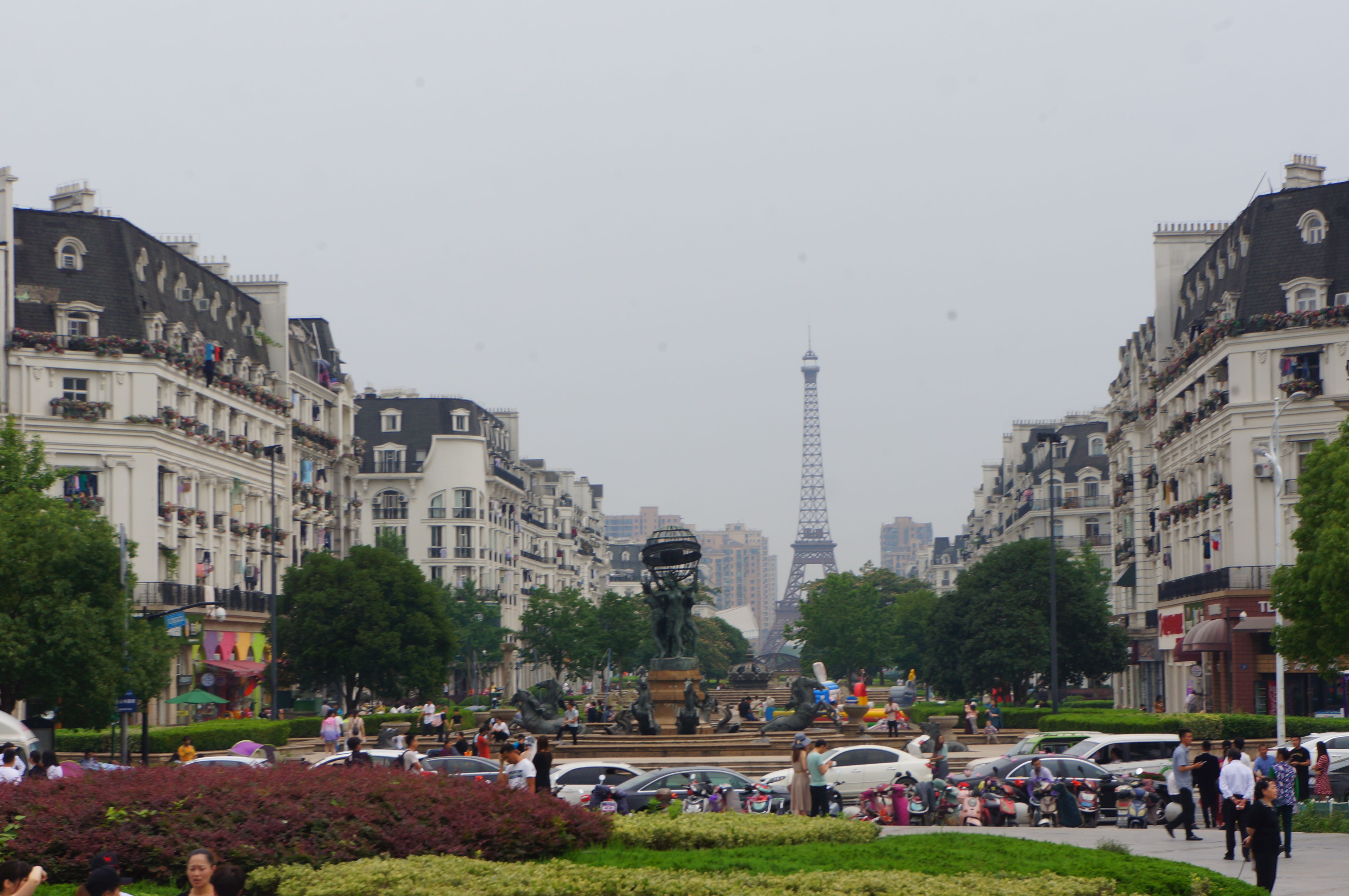
Widok od północy na „drogę Xiangxie”
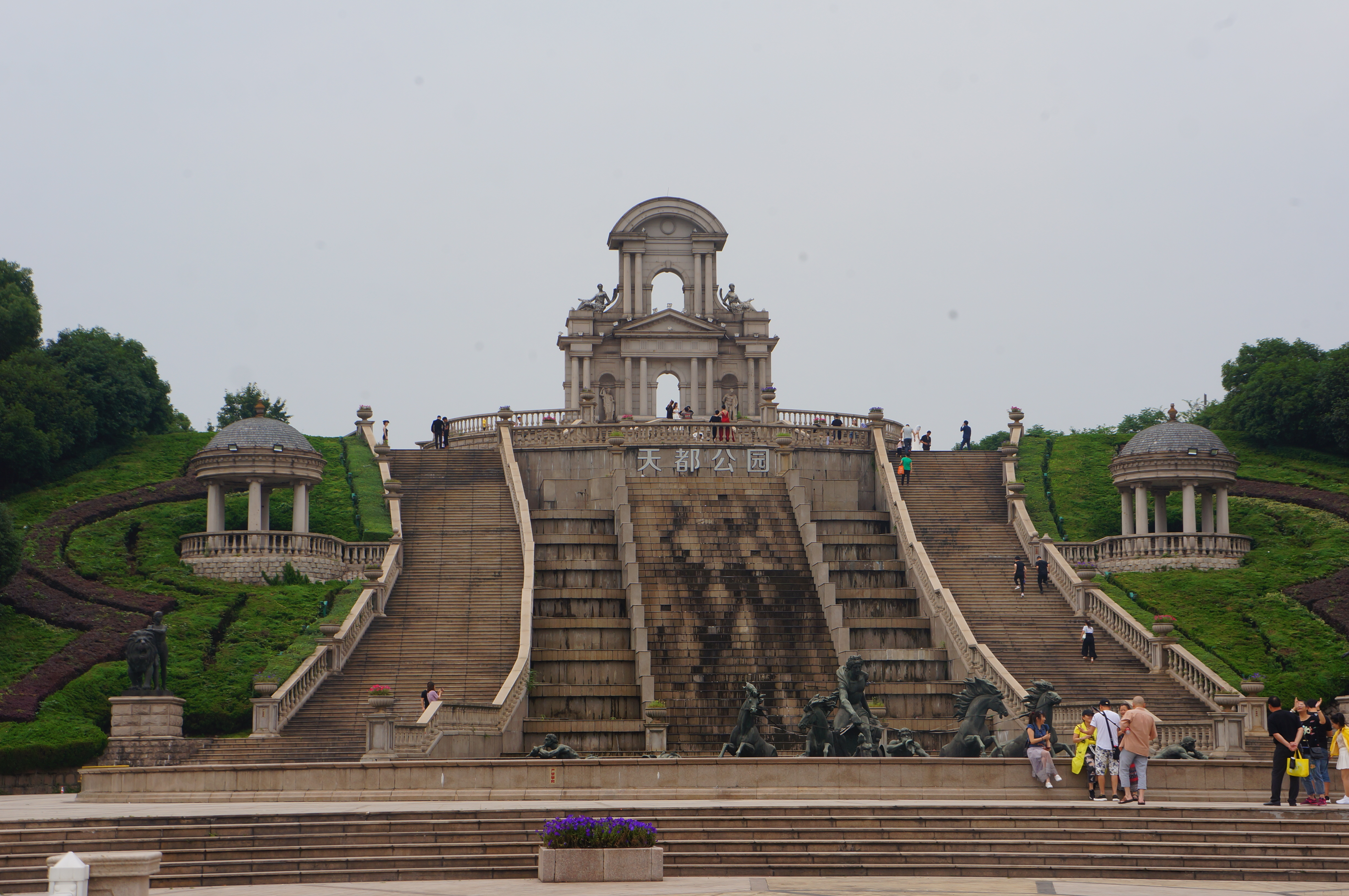
Park Tiandu